# Necrodaemon Terrorsathan
Albums de Belphegor
Blutsabbath
(1997) Infernal Live Orgasm
(2002)
Necrodaemon Terrorsathan est le troisième album studio du groupe de black metal autrichien Belphegor. L'album est sorti en novembre 2000 sous le label Last Episode Records.
Le pape Jean Paul II est implicitement évoqué dans une partie des paroles du titre Cremation of Holiness.

## Liste des morceaux
| No | Titre                                                 | Durée |
| -- | ----------------------------------------------------- | ----- |
| 1. | Necrodaemon Terrorsathan                              | 4:48  |
| 2. | Vomit Upon the Cross                                  | 4:11  |
| 3. | Diabolical Possession                                 | 4:49  |
| 4. | Lust Perishes in a Thirst For Blood                   | 3:53  |
| 5. | S.B.S.R.                                              | 4:00  |
| 6. | Sadism Unbound / Lechery on the Altar                 | 3:34  |
| 7. | Tanzwut Totengesänge                                  | 3:18  |
| 8. | Cremation of Holiness                                 | 3:40  |
| 9. | Necrodaemon Terrorsathan (part II)/ Analjesus (outro) | 3:16  |